# سبزتباران
سبزتباران یا کلروفیتا (Chlorophyta) نوعی جلبک سبز هستند. نام کلروفیتا در دو معنی متفاوت به کار می‌رود و نیازمند دقت است. در آرایه‌شناسی‌های جدیدتر، کلروفیتا نام یکی از دو کلادی است که شاخه سبزگیاهان از باستان‌گیاهیان را تشکیل می‌دهند.